# Audouin Chauveron
Pour les autres membres de la famille, voir Famille de Chauveron.

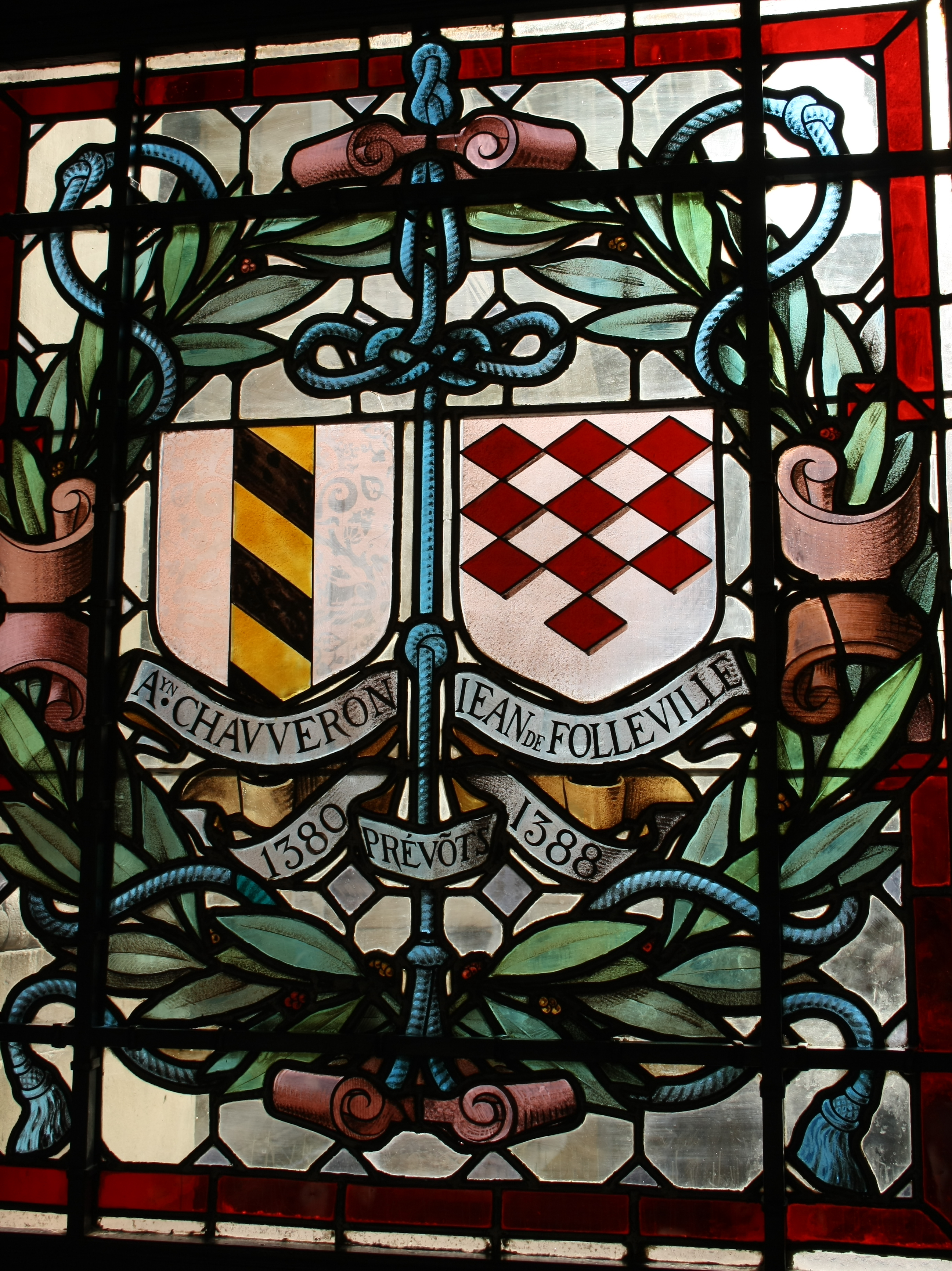
Armoiries d'Audouin Chauveron, d'argent au pal bandé d'or et de sable de six pièces, et celles de son successeur à la prévôté des Marchands, figurant sur un vitrail de l'hôtel de ville de Paris.

Audouin Chauveron, né vers 1340 et mort vers 1397-1398, chevalier, docteur ès-lois, conseiller du Roi et maîtres des requêtes ordinaires de l'hôtel du Roi (Charles V) a compté en tant que garde de la prévôté royale de Paris (prévôt de Paris) parmi les grands officiers de la maison du roi de France sous Charles VI. Il était seigneur des châteaux et châtellenies de Laurière, du Dognon et de la Mothe-sur-Indre.

## Biographie

### Études et premières missions
Fils d'un juriste réputé de Limoges, il entame des études de droit dans la prestigieuse Université d'Orléans et y obtient le grade de bachelier es-lois. Audouin devient alors lieutenant du sénéchal du Limousin (trace en 1368). Entre 1372 et 1375, il obtient le grade de docteur ès lois. 

### Bailli de Cotentin
En pleine conquête des fiefs de Charles le Mauvais, vassal félon car allié aux Anglais, Charles V, par lettres patentes du 3 octobre 1375, nomme Audouin bailli de Cotentin. À ce titre Audouin reçoit une gratification du roi pour « la récompensation des grandes dépenses qu'il a faites pour lui […] du fait de la prise et rendue des chasteaux et forteresses que le roi de Navarre [Charles le Mauvais] faisait tenir en rébellion ». 

### Bailli d’Amiens
En novembre 1379, Audouin Chauveron est nommé  par Charles V, bailli d'Amiens, vaste circonscription qui comprend, outre Amiens, le comté de Boulogne, la prévôté de Montreuil et d'importants bailliages en Artois. Le 13 mai 1380, un ordre du roi lui enjoint de mettre fin à une guerre domestique que se livraient le châtelain de Beauvais, grand Queux de France, et Charles de Longueval, seigneur de Maigremont. Audouin se met en marche avec 24 gens d'armes. Sa chevauchée dura quatre jours.

### Garde de la prévôté royale (Prévôt) de Paris
Le 30 mai 1381, Audouin succède à la prévôté de Paris à Hugues Aubriot, emprisonné par l’évêque en raison de « sa vie très orde et déshonnête en toute puterie et ribaudise ». Mais sa prestigieuse promotion ne fut pas de tout repos : il dut bientôt faire face (à partir de mars 1382) à la révolte fiscale des bourgeois de Paris, les Maillotins. Profitant de l'absence du roi, âgé de 13 ans, parti guerroyer en Flandre, la conspiration sourd. Charles VI, vainqueur à Rosebecque le 27 novembre 1382, rentre à Paris le 11 janvier suivant. La répression orchestrée par le duc de Bourgogne est sanglante. Audouin Chauveron allait avec ses gens d’armes, jour et nuit, prendre plusieurs bourgeois dont l’on faisait « hastives exécutions ». 

### Prévôt des Marchands
En représailles contre les bourgeois, le roi abolit le 27 janvier 1383 la Prévôté des marchands et la confie au Prévôt de Paris qui va dès lors cumuler les deux fonctions. D’où la présence des armes Chauveron à l’hôtel de ville de Paris (voir illustration). C’est dans ce cadre qu’Audouin va s’atteler à la rédaction des statuts de diverses professions (tondeurs de drap, tanneurs).
En avril 1383, Audouin reçoit l’ordre du roi de terminer la construction de la bastide Saint-Antoine (La Bastille), dont seulement quatre tours sur huit étaient achevées.

### Ses activités militaires, Audouin adoubé chevalier
À côté de ses fonctions administratives et judiciaires, Audouin est appelé à des missions militaires, périodes pendant lesquelles il est remplacé par son lieutenant. 
En 1380, le duc de Bourgogne jalonne les Anglais de Buckingham qui, partis de Calais, chevauchent vers la Bretagne. Audouin, qui est bailli d'Amiens, est de l'ost avec les 24 écuyers placés sous ses ordres. 
Le 21 septembre 1383, en Flandre, il est adoubé chevalier à l'issue d'une chevauchée du roi contre les Anglais venus soutenir une rébellion des Flamands contre leur comte, vassal du roi de France. Audouin y commandait une compagnie parisienne de cinquante gendarmes et soixante arbalétriers. 
En octobre 1387, Audouin est à la tête d'une compagnie de cinq chevaliers et 25 écuyers, sous le commandement du maréchal de Sancerre parti nettoyer le sud-ouest des compagnies de routiers qui l'infestaient.

### Son procès
Avec le début du pouvoir personnel de Charles VI en 1388 et le changement dans le gouvernement qui s'ensuit, la roue de la fortune tourne pour le chancelier de France qui doit rendre ses sceaux et pour Audouin qui devient un bouc émissaire. Il est démis de ses fonctions de prévôt de Paris et mis en prison en janvier 1389 sans jugement, pour des motifs peu solides et dont certains ont déjà été jugés en sa faveur. Il est élargi quelque temps après puis reçoit des lettres de rémission datées de janvier 1390. Il peut dès lors poursuivre sa carrière.

### Fin de la carrière d’Audouin
C'est loin de Paris et des imbroglios politiques dont il fut victime qu'Audouin put rebondir. Il est nommé bailli d'Auvergne, fonction qu'il exerçait dès le 11 mars 1391, sous les ordres du duc de Berry, exilé lui aussi et lieutenant du roi dans cette province. Il occupera cette fonction de 1391 à 1394 et sera ensuite nommé sénéchal du Poitou, jusqu’à sa mort survenue en 1397 ou 1398. Il est inhumé dans l’abbaye de Grandmont, dans les monts d'Ambazac.

### La fortune terrienne d’Audouin
Audouin achète en 1381 l’importante seigneurie de Laurière au nord de Limoges, puis la châtellenie du Dognon vers 1386 puis celles de La Prugne et de la Mothe-sur-Indre le 14 mai 1388.

## Famille
La filiation d'Audouin Chauveron est clairement établie grâce à une nouvelle lecture d'une donation effectuée par son oncle Jean du Boschau et datée du 20 octobre 1369.
Il est le fils de Jehan Chouveyron, jurisperitus à Limoges (quelquefois appelé docteur es lois), qui fut en particulier conseiller de l'évêque de Limoges et de Jeanne de Penthièvre, duchesse titulaire de Bretagne et vicomtesse de Limoges, et de Marguerite du Boschau. Si les grands-parents paternels d'Audouin sont totalement inconnus, en revanche son grand-père maternel Guillaume du Boschau, seigneur de Champagnac, appartient à une famille noble originaire de Gouzon, enclave du Bourbonnais dans la Marche, citée dès le XIIIe siècle un grand nombre de fois dans le cartulaire de l’abbaye de Bonlieu (à 12 km au sud-ouest de Gouzon). Elle est sans lien connu avec les Boschaud de Brie. L'épouse de Guillaume est très vraisemblablement une fille de Guillaume Daniel qui fut bailli de Limoges en 1317 et anobli en 1319 par lettres royales de Philippe V.
Son frère Jehan Chauveron, chevalier, chambellan de Charles VI et du duc de Berry, après avoir servi en qualité d'écuyer sous le connétable Bertrand du Guesclin, devient en 1383, conseiller du Roi et conseiller au Parlement de Paris. En 1389, Charles VI le nomme bailli de Mâcon et sénéchal de Lyon. Il est l'auteur du rameau subsistant de la famille de Chauveron. 
Audouin épouse à Limoges le 19 octobre 1378 (il est alors bailli de Cotentin) Galiane Vigier, fille de Geoffroy Vigier, chevalier, seigneur de Dussac et capitaine du château de La Roche l'Abeille, et de Jeanne du Chastenet. Peu après son frère Jehan épousera la sœur de Galiane, Marie Vigier. La grand-mère de Galiane est une Panthène, famille chevaleresque de Saint-Yrieix alliée aux Hélie de Pompadour. 
De cette union naissent deux enfants : 
- Marguerite, héritière de la châtellenie du Dognon, épouse de Jean II d'Aubusson, seigneur de La Borne, fils du sénéchal de la Marche[4] ;
- (probablement) autre Marguerite, moniale à l'Abbaye de la règle de Limoges[4].